# Помино (Фиренца)
Помино је насеље у Италији у округу Фиренца, региону Тоскана.
Према процени из 2011. у насељу је живело 239 становника. Насеље се налази на надморској висини од 566 м.